# 工藤環奈

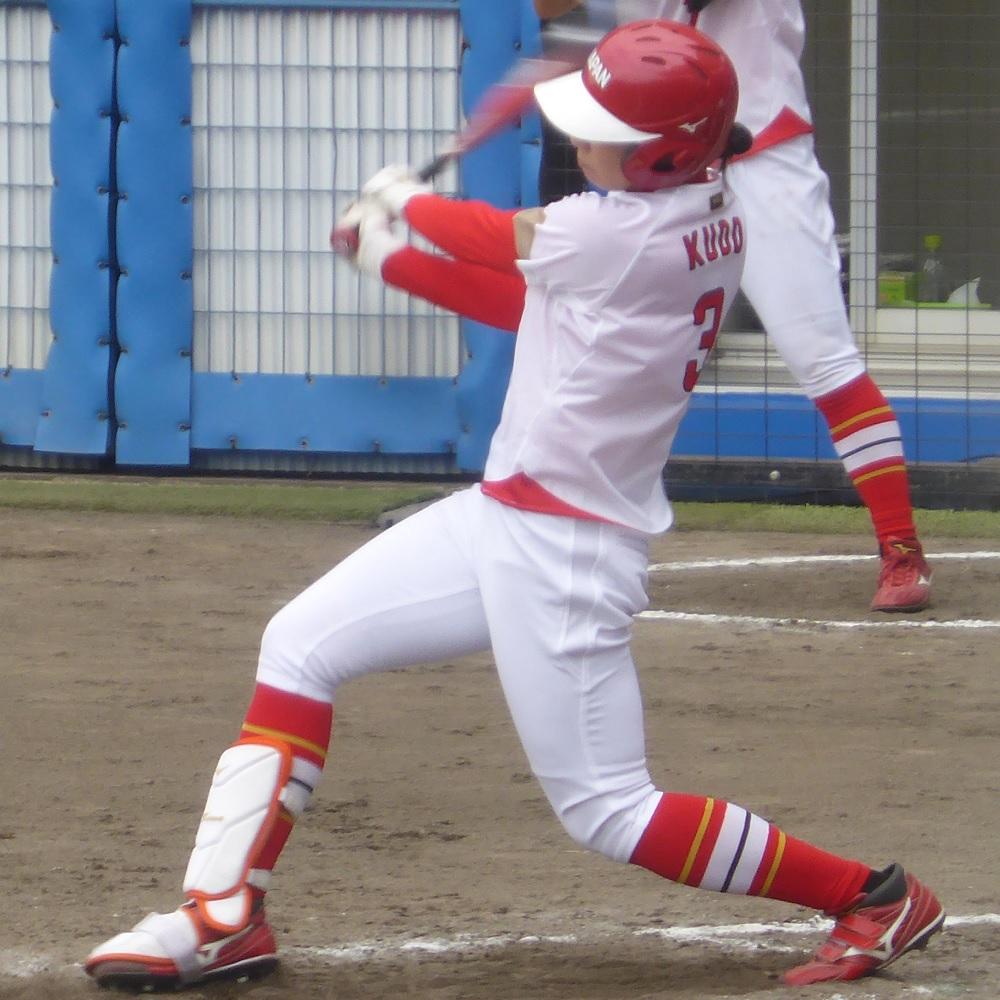
日本代表として (2024年)

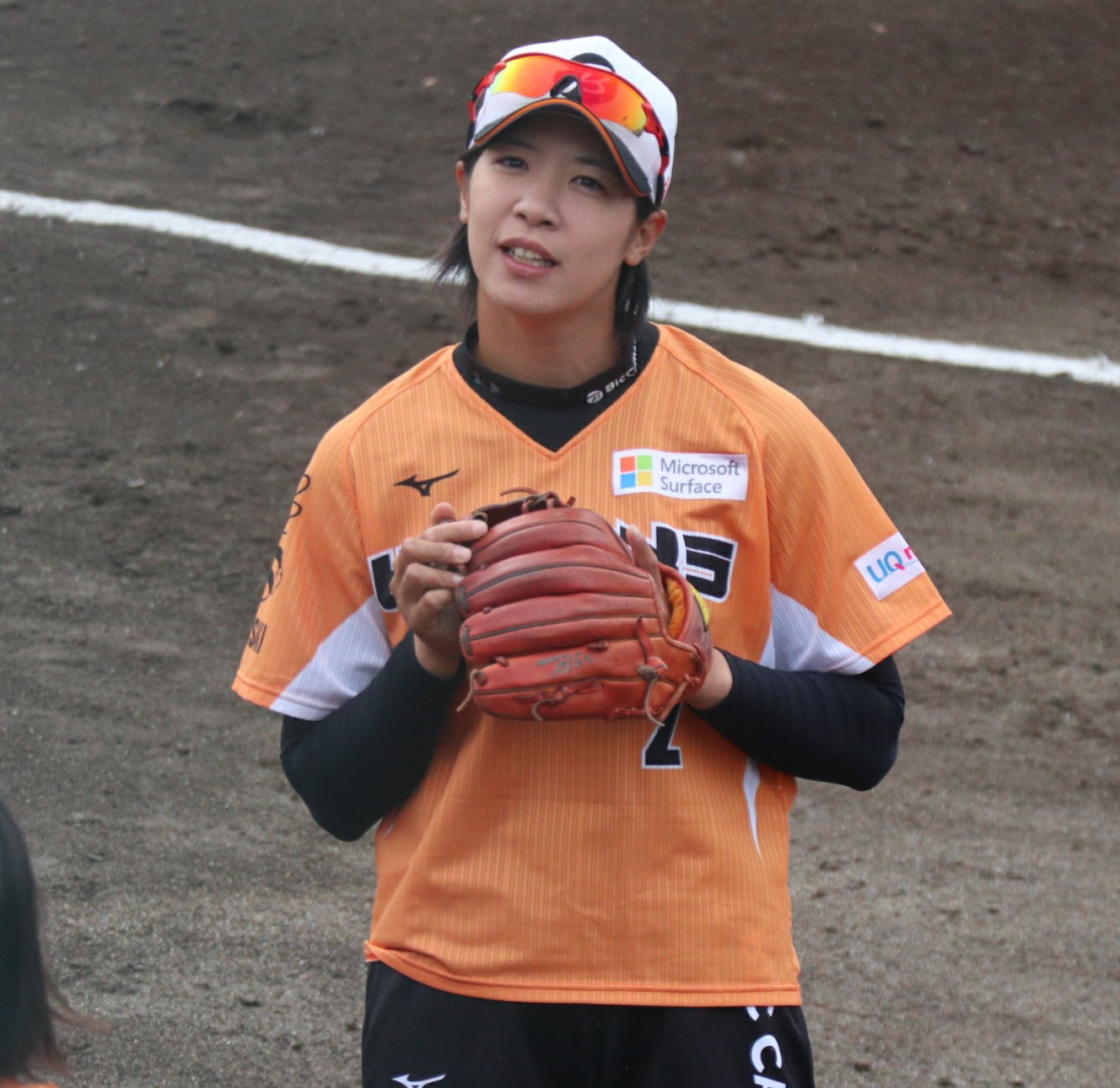
日本リーグ一関大会にて (2019年10月)

工藤 環奈（くどう かんな、1999年4月3日 - ）は、青森県平川市出身の女子ソフトボール選手（内野手）。ビックカメラ高崎ビークイーン所属。ソフトボール日本代表。2023年JDリーグ東地区・最高殊勲選手（MVP）。

## 経歴
青森県平川市出身。兄が野球をやっていた影響で8歳の時にソフトボールを始める。平川市立平賀東中学校を卒業後、岩手県の花巻東高等学校に進学。
2018年、日本リーグのビックカメラ高崎ビークイーンに入団。同年5月、第7回アジア女子ジュニアソフトボール選手権大会に出場し、4番バッターとして4ホームランを放ち、 大会MVP・ホームラン王・打点王・ベストスラッガー賞を獲得。
JDリーグ初年度となった2022年は、打率.356（東地区3位）、10本塁打（同2位タイ）、23打点（同4位）の成績を残し、ベストナイン（遊撃手）を初受賞した。
2023年には首位打者（打率.409）のタイトルを獲得し、前年に続くベストナインに加え、JDリーグ東地区の最高殊勲選手賞（MVP）を受賞した。

## 人物・エピソード
2019年10月14日に岩手県の一関運動公園野球場で行われた日本リーグのSGホールディングスギャラクシースターズ戦でリーグ初ホームランとなる2ランを左中間に放ち、高校時代を過ごした岩手に錦を飾った。
目標としているアスリートは、プロ野球選手で高校の先輩でもある大谷翔平。登場曲はDOBERMAN INFINITYの『We are the one』。

## 詳細情報

### JDリーグ個人表彰
- 2022年 - [東]ベストナイン（遊撃手）
- 2023年 - [東]最高殊勲選手賞、[東]首位打者賞（.409）、[東]ベストナイン（遊撃手）
- 2024年 - [東]ベストナイン（遊撃手）

### 背番号
- 2（2018 - 2019）
- 3（2020 - ）